# ROBO4
ROBO4‏ (Roundabout guidance receptor 4) هوَ بروتين يُشَفر بواسطة جين ROBO4 في الإنسان.